# تعددية (نظرية سياسية)
تعني التعددية بمفهومها التقليدي أن الجهة المسؤولة عن وضع السياسات وصناعة القرارات هي الحكومة في الأساس، لكن الكثير من المجموعات غير الحكومية تستغل مواردها في الوقت نفسه من أجل التأثير على هذه السياسات والقرارات. والمسألة الأساسيَّة في التعددية التقليدية هي كيفية توزيع كلٍ من السلطة والتأثير في العملية السياسية. فتحاول المجموعات تحقيق أقصى قدر ممكن من مصالحها. وتتعدد خطوط الصراع وتتبدل نظرًا لأن السلطة هي عملية مساومة مستمرة بين الجهات المتنافسة. وقد تكون هناك بعض صور عدم المساواة، لكنها تُوزَع عادةً بالتساوي على الجميع عن طريق أنواع الموارد وصور توزيعها المختلفة. وأي تغيير في هذا الوضع يكون بطيئًا وتدريجيًا؛ إذ إن المجموعات تختلف في مصالحها، وقد تتصرف «كجماعات تملك حق الاعتراض» من أجل القضاء على التشريع الذي لا توافق عليه.
إن وجود المصالح المتباينة والمتعارضة هو أساس التوازن الديمقراطي، ويلعب دورًا محوريًا في تحقيق الأفراد لأهدافهم. فيضمن الحكم التعددي - وهو الموقف الذي ينطوي على منافسة صريحة للحصول على دعم انتخابي في قطاع مهم من السكان البالغين - المنافسة بين مصالح المجموعات المختلفة والمساواة النسبية بينها. ويؤكد متبعو مبدأ التعددية على أهمية الحقوق المدنية، مثل حرية التعبير والتنظيم، واحتواء النظام الانتخابي على حزبين على الأقل. على الجانب الآخر، نظرًا لأن المشاركين في هذه العملية لا يمثلون سوى نسبة ضئيلة من سواد الناس، فإن بقية العامة يقفون موقف المتفرج فحسب. وليس هذا بالأمر المكروه بالضرورة، ويرجع ذلك لسببين، ألا وهما: (1) أن هذه المجموعة المشاركة في العملية التعددية قد تعبر عن مدى رضا الناس عن الأحداث السياسية، أو (2) أن القضايا السياسية قد تتطلب اهتمامًا مستمرًا من جهة خبيرة، الأمر الذي قد لا يتمتع به المواطن العادي.
من المنظّرين البارزين لمفهوم التعددية روبرت ألان دال (مؤلف الكتاب الهام عن التعددية مَن يحكم؟ (Who Governs?)) وسيمور مارتن ليبست.

## مفهوم السلطة عند متبعي مبدأ التعددية
إن قائمة احتمالات معنى السلطة لدى متبعي مبدأ التعددية لا نهائية؛ وتشمل: السلطة القانونية، والمال، والوجاهة، والمهارة، والمعرفة، والجاذبية الشخصية، والشرعية، ووقت الفراغ، والخبرة. يُشدِّد متبعو مبدأ التعددية كذلك على الاختلافات بين السلطة الممكنة والسلطة الحقيقية كما هي الآن. فالسلطة الحقيقية هي القدرة على دفع شخص ما لفعل شيء ما، والنظر إليها كمُسبِب. يصف دال السلطة بأنها «علاقة حقيقية، مثل قدرة» س«على التصرف على نحو يتحكم من خلاله في استجابات» ص"" [A preface to Democratic Theory (مقدمة عن النظرية الديمقراطية)]. أما السلطة الممكنة، فتشير إلى إمكانية تحويل الموارد إلى سلطة فعلية. على سبيل المثال، الأموال النقدية - كأحد الموارد المتعددة - ليست سوى كومة من الأوراق إلى أن يُستفاد منها. مالكوم إكس، مثلاً، لم يكن بالتأكيد رجلاً ثريًا. لكن بفضل استخدام موارد أخرى، مثل شخصيته القوية، ومهاراته التنظيمية، وخاصة مشروعية قضيته، كان لمالكوم تأثير على السياسة الأمريكية يفوق معظم الأغنياء. فمورد معين كالمال لا يمكن أن يساوي تلقائيًا السلطة لأن هذا المورد يمكن أن يُحسَن أو يُساء استخدامه، على نحو كامل أو جزئي، أو لا يُستخدَم على الإطلاق.
ينص منهج متبعي مبدأ التعددية في دراسة السلطة على أنه ما من شيء قاطع بشأن السلطة يمكن افتراضه في أي مجتمع. ومن ثم، فإن القضية لا تتعلق بمَن يدير المجتمع، وإنما إن كانت هناك مجموعة تديره بالفعل. لتحديد ذلك، يدرس متبعو مبدأ التعددية نتائج معينة. والسبب في ذلك هو أنهم يؤمنون بأن السلوك البشري يتسم بشكل أساسي بالقصور الذاتي. بالتالي، فإن الانخراط الفعلي في نشاط علني علامة أوضح على القيادة من السمعة فحسب. يؤمن متبعو مبدأ التعددية كذلك بأنه ما من قضية أو فترة زمنية معينة ينبغي أن تثبت فيها أية مجموعة إخلاصها لقيمها الواضحة، وإنما هناك العديد من القضايا والفترات التي يمكن فعل ذلك فيها. للأفعال كذلك تكاليف - ليس فقط خسائر، وإنما أيضًا وقت وجهد. بينما قد يجادل متبعو مبدأ البنيوية بأن توزيعات السلطة ذات طبيعة دائمة، يشير هذا المنطق إلى أن السلطة قد ترتبط في الواقع بالقضايا التي تتنوع مدتها تنوعًا كبيرًا. كذلك، بدلاً من التركيز على الفاعلين داخل نظام ما، ينصب التركيز في التعددية على أدوار القيادة ذاتها. وبدراسة هذه الأدوار، يمكن تحديد إلى أي مدى يوجد هيكل للسلطة في مجتمع ما.
هناك ثلاثة من أهم المبادئ الأساسية للمدرسة التعددية: (1) الموارد، وبالتالي السلطة الممكنة، موزعة بالمجتمع على نطاق واسع؛ (2) تتوفر بعض الموارد على الأقل لجميع الأفراد تقريبًا؛ (3) مقدار السلطة الممكنة يفوق دومًا مقدار السلطة الفعلية.
النقطة الأخيرة، ولعلها الأهم، ما من أحد يتمتع بالسلطة الكاملة إلا إذا ثَبُت ذلك عن طريق الملاحظة التجريبية. فمَن يتسم بالتأثير في إطار ما - سواء أكان فردًا أم مجموعة - قد يتسم بالضعف في إطار آخر. على سبيل المثال، المقاولون العسكريون يفرضون سيطرتهم في الشؤون الدفاعية، لكن ما مدى تأثيرهم على السياسات الزراعية والصحية؟ لذا، فإن من مقاييس السلطة نطاق المجالات التي تُطبَق فيها بنجاح مثلما يلاحظها الباحث. ويؤمن متبعو مبدأ التعددية أن أصحاب السلطة - فيما عدا استثناءات بسيطة - يكون نطاق تأثيرهم محدودًا نسبيًا. رغم ذلك، تفسح التعددية مجالاً للموقف النخبوي، بمعنى أن تفرض مجموعة مميزة سلطتها على مجموعات أخرى متعددة. لكن لكي يقبل متبع مبدأ التعددية هذا المفهوم، لا بد من ملاحظته تجريبيًا وعدم التسليم بصحته نظريًا فقط.
لكل هذه الأسباب، لا يمكن اعتبار السلطة أمرًا مسلمًا به. وإنما لا بد من ملاحظتها تجريبيًا للوصول إلى مَن يحكم بالفعل. وأفضل سبيل لفعل ذلك من وجهة نظر متبعي مبدأ التعددية هو دراسة مجموعة كبيرة من القرارات مع ملاحظة مَن انحاز لأي جانب ومَن فاز ومَن خسر. ومن خلال تسجيل العديد من النزاعات يمكن البدء في تحديد أصحاب السلطة الفعليين. وقد ارتبطت التعددية بالمذهب السلوكي.
تُستمَد إحدى التناقضات مع السلطة التعددية من أصول سلطة الفرد. فعلى الرغم من أن مجموعات معينة قد تتشارك في السلطة، فإن الأفراد داخل هذه المجموعات هم مَن يحددون جداول الأعمال، ويتخذون القرارات بشأن القضايا، ويتولون القيام بالأدوار القيادية عن طريق ما يتمتعون به من سمات. ويجادل بعض المنظّرين بأن هذه السمات لا يمكن نقلها، وبالتالي فهي تنتج نظامًا تظل النخبوية موجودة فيه. ما لا تضعه هذه النظرية في الاعتبار هو احتمال التغلب على هذه السمات عن طريق حشد الدعم من المجموعات الأخرى. ومن خلال تعزيز هذه السلطة مع المنظمات الأخرى، يمكن لمجموعات المصالح التغلب على هذه السمات غير القابلة للنقل. وبذلك، تظل التعددية السياسية تنطبق على هذه الجوانب.

## تعددية النخبة
كانت هناك بعض الاعتراضات على هذا النموذج من التعددية، خاصةً من قِبل النقاد الذين أشاروا إلى أن المجموعات تحتاج إلى مستوى عالٍ من الموارد ودعم النصراء لتتمكن من التنافس على إحداث تأثير. وهذه الملاحظة شكلت الأساس لتعددية النخبة. شكلت هذه التعددية المُعدَّلة عناصر نظرية النخبة وتطورت على يد علماء من أمثال إلمر إريك شاتشنيدر، الذي كتب أن «العيب في جنة التعددية هو أن الجوقة الملائكية تغني بنبرة عالية قوية».”

## التعددية الحديثة
في حين حظيت التعددية باعتبارها نظرية سياسية عن تشكيل الدولة والسياسات بأغلب الدعم في الفترة ما بين الخمسينيات والستينيات في أمريكا، رأى بعض الباحثين أن هذه النظرية كانت مبسَطة للغاية (انظر كتاب تحديات واجهتها نظرية التعددية (The Challenge to Pluralist Theory) بقلم كونولي (1969)) - الأمر الذي أدى إلى ظهور التعددية الحديثة. اختلفت وجهات النظر بشأن تقسيم السلطة في المجتمع الديمقراطي. ورغم أن التعددية الحديثة ترى جماعات ضغط عديدة تتنافس على التأثير السياسي، فإن الأجندة السياسية تنحاز للسلطة المشتركة. فلم تعد التعددية الحديثة ترى الدولة كحكم يتوسط ويفصل بين طلبات مجموعات المصالح المختلفة، وإنما كفاعل مستقل نسبيًا (متعدد الأقسام) يشكّل مصالحه (القطاعية) بنفسه ويرعاها. والقواعد الدستورية - التي تتضمنها ثقافة سياسية داعمة في التعددية - يجب النظر إليها في سياق ثقافة سياسية تعددية - وإن لم تكن داعمة بالضرورة - ونظام من المصادر الاقتصادية غير المتساوية. هذه الثقافة التعددية موجودة بسبب التوزيع غير المتساوي للسلطة الاجتماعية والاقتصادية. يكوّن ذلك الاحتمالات لبعض المجموعات - في حين يحد منها لمجموعات أخرى - فيما يتعلق بالخيارات السياسية المتاحة أمامها.
في الإطار الدولي، يفسد النظام مصالح الدول المتعددة القوية والدول المهيمنة، بينما يكون التركيز في التعددية الكلاسيكية على الاستقرار من خلال إطار من القواعد التعددية ومجتمع السوق الحرة.
هناك نقدان نظريان مهمان لمبدأ التعددية، ألا وهما: النقابوية والماركسية الحديثة.

### تشارلز ليندبلوم
تشارلز إدوارد ليندبلوم، الذي من المعتقد أنه اقترح جدالاً قويًا بشأن التعددية الحديثة، أولى أهمية للمنافسة بين مجموعات المصالح في عملية السياسات، لكنه اكتشف التأثير غير المتكافئ لمصالح العمل على عملية السياسات.

### النقابوية
اُنتقِدت التعددية الكلاسيكية لأنها بدت لا تنطبق على النظم الديمقراطية من نمط نظام ويستمنستر أو السياق الأوروبي. وأدى ذلك إلى تطور النظريات النقابوية. النقابوية هي فكرة أن عددًا قليلاً من مجموعات المصالح المحددة تدخل فعليًا (ورسميًا في الغالب) في عملية وضع السياسات، مع إقصاء العدد اللانهائي من مجموعات المصالح الأخرى. على سبيل المثال، اتحادات العمال والاتحادات التجارية بالقطاعات الرئيسية يؤخَذ بمشورتها عادةً بشأن سياسات محددة (هذا إن لم تكن المحرك لها).
تتعلق هذه السياسات غالبًا بالعلاقات ثلاثية الأطراف بين العمال والموظفين والدولة، مع أداء الدولة لدور المنسق في هذه العلاقات. وتؤسس الدولة إطار عمل يمكن من خلاله معالجة المسائل السياسية والاقتصادية مع هذه الجماعات المنظمة والمركزية. ومن هذا المنظور، تفقد السياسات البرلمانية والحزبية تأثيرها في عملية تشكيل السياسات.